# Marta Stachowska
Marta Stachowska (ur. 3 kwietnia 1984) – polska piłkarka.

## Kariera sportowa =
Zawodniczka zespołu Checz Gdynia, następnie w Medyku Konin, z którym dwukrotnie sięgnęła po Puchar Polski (2004/2005 i 2005/2006).
Reprezentantka Polski, rozegrała dla biało-czerwonych dwa niepełne mecze, debiutowała 3 lipca 2005. W kadrze U-19 22 gry i 2 bramki.